# Fernando Prado Ayuso
Fernando Prado Ayuso CMF (ur. 28 sierpnia 1969 w Bilbao) – hiszpański duchowny katolicki, biskup San Sebastián od 2022.

## Życiorys

### Prezbiterat
Święcenia kapłańskie otrzymał 7 maja 2000 w zakonie klaretynów. Pracował głównie jako kapelan w klaretyńskich ośrodkach, kierował także publikacjami zakonnymi. Był też wykładowcą i rektorem Instytutu Teologicznego przy Papieskim Uniwersytecie w Salamance.

### Episkopat
31 października 2022 papież Franciszek mianował go biskupem ordynariuszem diecezji San Sebastián. Sakry udzielił mu 17 grudnia 2022 kardynał Aquilino Bocos Merino.